# Toyota Corolla
De Toyota Corolla is een compacte auto geproduceerd door Toyota. Van de verschillende generaties van de Corolla, de eerste geïntroduceerd in 1966, zijn er in totaal meer dan 50 miljoen stuks verkocht en daarmee zijn er wereldwijd meer auto's met de type aanduiding Corolla verkocht dan enig ander type van Toyota of ander merk. In de jaren 1998 tot en met 2022 was de Corolla de meest verkochte auto ter wereld.

## Kenmerken
De Corolla wordt gefabriceerd in fabrieken over de hele wereld waaronder in Japan, de Verenigde Staten, Groot-Brittannië, Maleisië, Zuid-Afrika, Brazilië, Turkije, India en de Filipijnen.
Door de jaren heen heeft de Corolla (net als de meeste andere modellen van Toyota) een imago opgebouwd van grote betrouwbaarheid maar waarbij het uiterlijk vaak saai gevonden wordt. Met de herintroductie van de Corolla en een sterkere nadruk op het ontwerp hoopt Toyota van dit stoffige imago af te komen.

## Generaties
De Toyota Corolla kent meerdere generaties. Tot 2019 zijn 12 generaties te herkennen. De generatiebenaming is afgeleid van de modelcodes, er zijn echter meerdere manieren van benaming in omloop. De ene manier is E1 t/m E21, deze manier wordt voornamelijk in Nederland gebruikt. Een andere manier is E10 t/m E210, deze wordt vaak internationaal gebruikt. Het verschil zit dus in het al dan niet toevoegen van een 0 op het einde.
Daarnaast wordt nog weleens de basiscode van het meest voorkomende model gebruikt. Aangezien deze benaming verwarring kan opleveren omdat niet duidelijk is of de overige modellen van dezelfde generatie ook bedoeld worden, wordt deze manier van aanduiden niet gebruikt. Voorbeeld: de zevende generatie bestaat uit de basiscodes EE101, AE101 en CE100 voor respectievelijk de 1.3 benzine-, 1.6 benzine- en 2.0 dieselmodellen. Het gebruiken van de basiscode AE101 voor de hele generatie levert dus de vraag op of de EE101- en CE100-modellen ook bedoeld worden. De benaming E10 of E100 omvat duidelijk alle modellen.
De volgende generaties zijn te onderscheiden:

### Eerste generatie (E1 of E10)

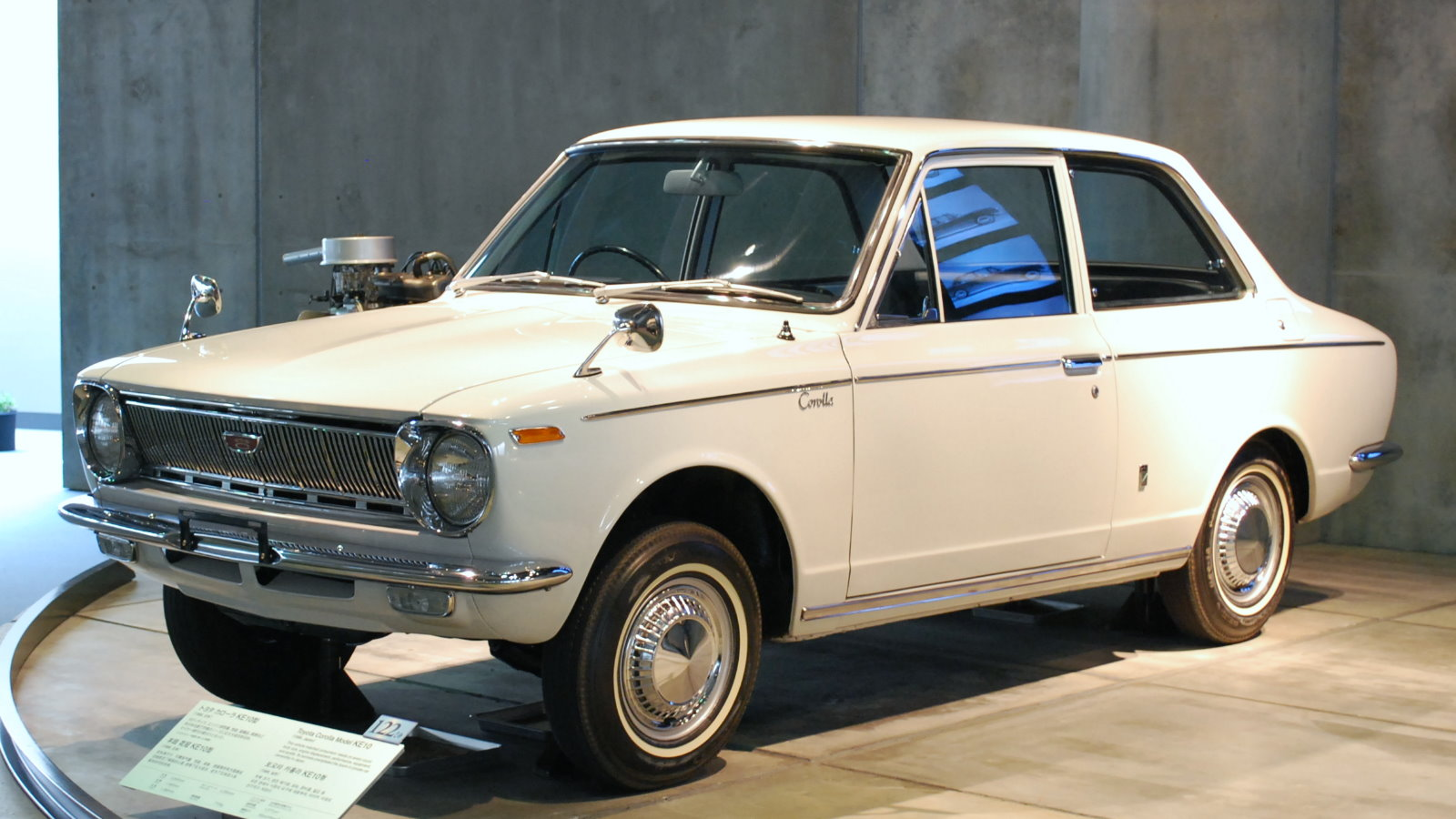
Eerste generatie Corolla

De eerste generatie Corolla werd in 1966 geïntroduceerd als opvolger van de Toyota Publica. De auto was aanvankelijk alleen leverbaar met een 1.1 liter-motor welke in 1968 vervangen werd door een sterkere 1.2 liter-motor. De Corolla was verkrijgbaar in een sedan-, coupé- (ook wel sprinter genoemd) en stationwagonvariant.

### Tweede generatie (E2 of E20)

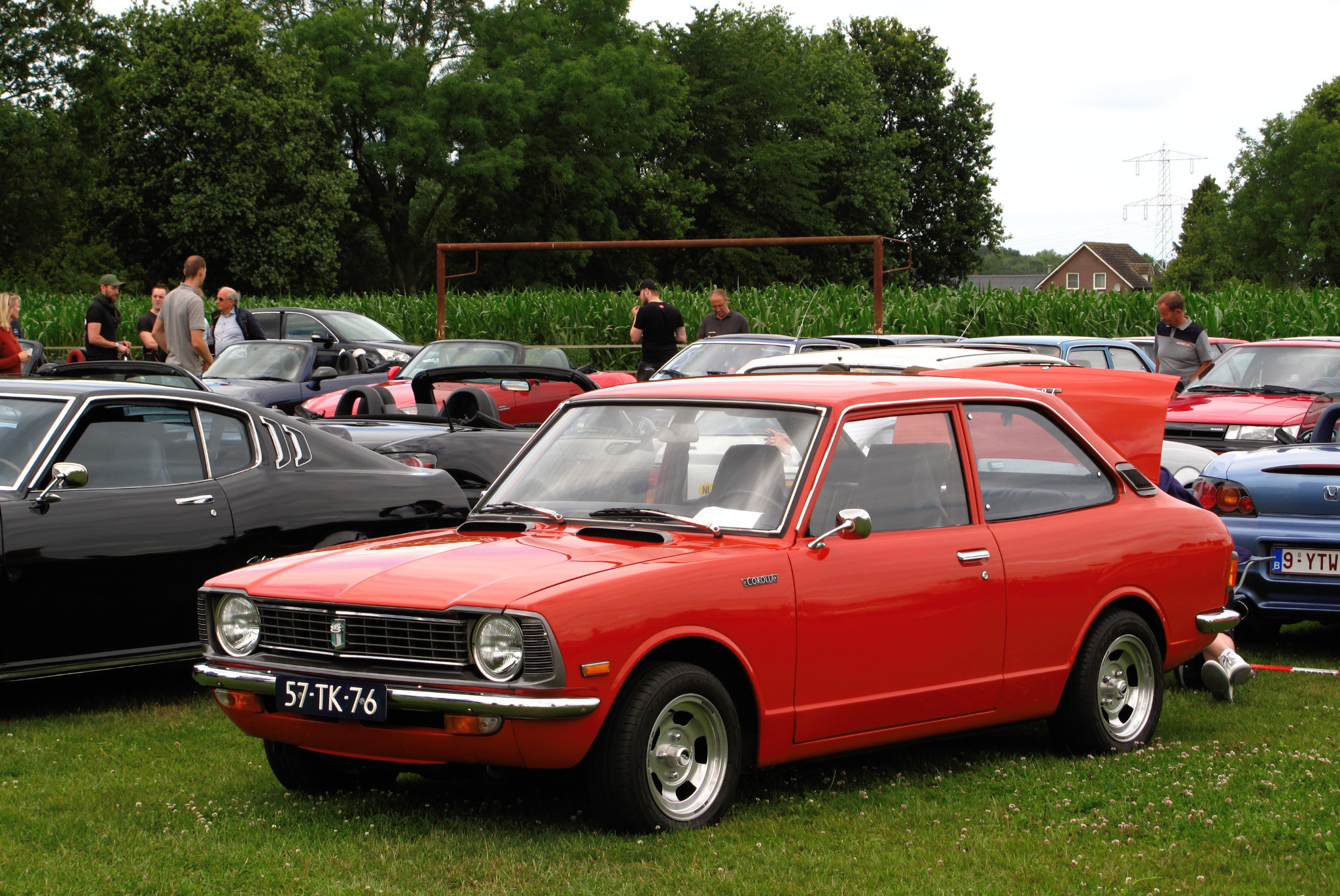
Tweede generatie Corolla

De tweede generatie Corolla werd in 1971 geïntroduceerd. Hij was iets groter en de vormen waren wat ronder. Naast de al bestaande 1.2-motor werd de Corolla ook leverbaar met een 1.6 liter-motor.

### Derde generatie (E3-E5 of E30-E50)

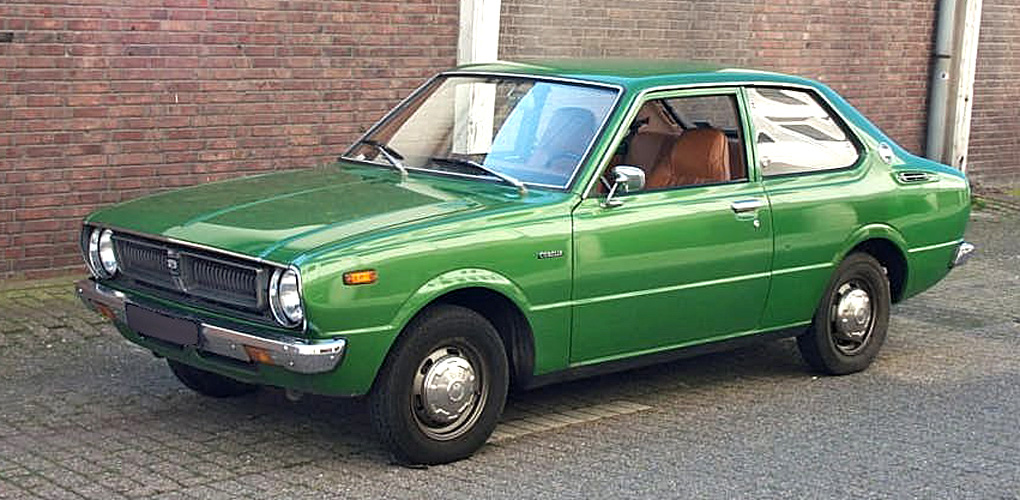
Derde generatie Corolla

De derde generatie Corolla werd leverbaar vanaf 1975, alhoewel de E2 ook nog enige jaren verkocht werd. Ook van de E3-E5 waren een 2-deurs en 4-deurs sedan, 2-deurs coupe en een stationwagon leverbaar. In de nadagen van de derde generatie werd er voor het eerst ook een liftbackversie leverbaar, welke aangeduid werd als KE50.

### Vierde generatie (E7 of E70)

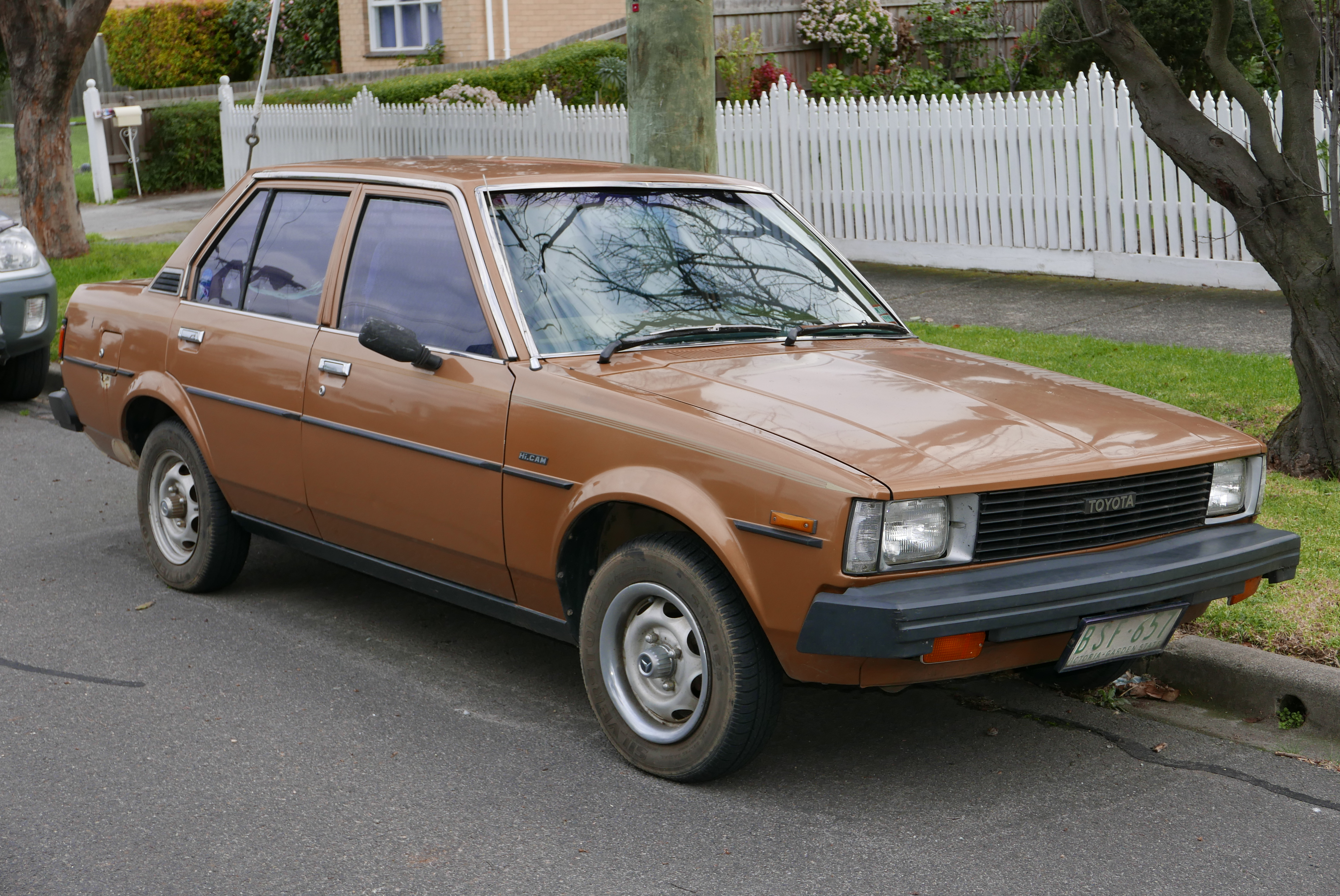
Vierde generatie Corolla

De vierde generatie deed haar intrede in 1979. Als basismotor diende de nieuwe 4K-motor met een cilinderinhoud van 1.3 liter. De sedan was zowel als 2- en 4-deurs leverbaar en de wagon als 3- en 5 deurs. Daarnaast waren er een 3-deurs coupe en 2-deurs liftback, die uiterlijk erg op elkaar leken. In de coupe en liftback was ook een 1.6 liter-motor leverbaar, al dan niet te combineren met een 5-versnellingsbak.
In 1982 onderging de E70 een facelift. De 1.6 liter-motor werd ook leverbaar in de sedan en daarnaast deed voor het eerst de dieselmotor haar intrede. Het was de 1.8 liter-dieselmotor die al in de Carina leverbaar was.

### Vijfde generatie (E8 of E80)

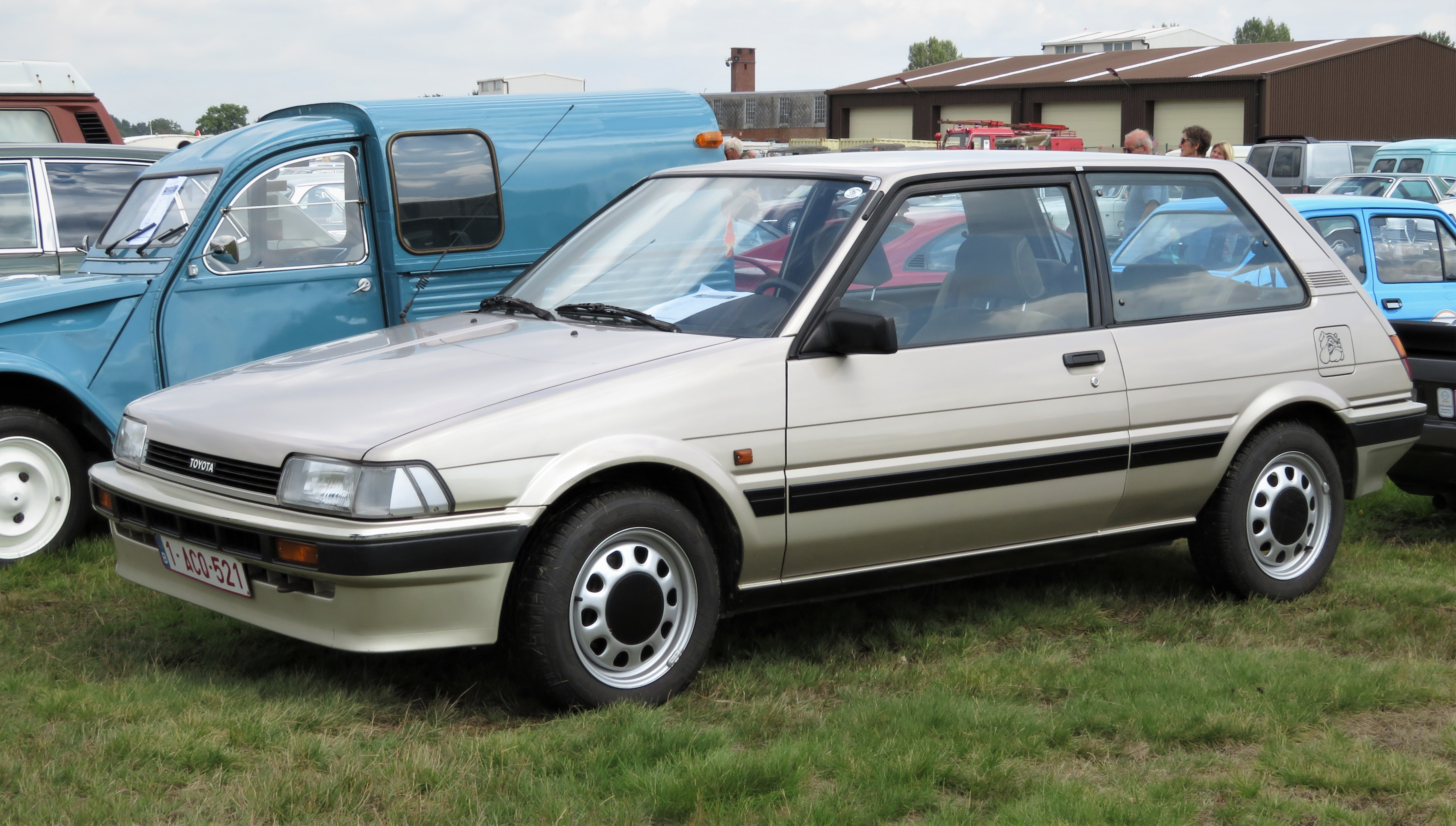
Vijfde generatie Corolla

De vijfde generatie werd geïntroduceerd in juli 1983. Met dit model werd overgestapt van achter- naar voorwielaandrijving, behalve voor de Toyota Corolla AE86. Er was een vierdeurs sedan, een vijfdeurs liftback en een tweedeurs coupé verkrijgbaar, dit omdat er toen een hatchback in de vorm van de Tercel werd gevoerd. De motoren waren de 1,3 liter 2A van 69 pk en de 4A 1,6 liter motor van 84 pk. In januari 1985 werd de Tercel opgevolgd door de drie- en vijfdeurs Corolla hatchback zodat het familiegezicht gelijk werd. Ook kwam er een GTi versie in de vorm van de Toyota Corolla GT AE82. Gelijktijdig werd ook het motorenprogramma aangepast. De 2A 1,3 en de 4A 1,6 liter werden beiden vervangen door de 1,3 2E motor met 12 kleppen. De 1C dieselmotor van 1,8 liter bleef gelijk. In het buitenland werd de 1,6 liter motor nog wel gevoerd.  
Er kwam geen nieuwe stationwagon uit, in plaats daarvan werd de E7 stationwagon met achterwielaandrijving verder geproduceerd.
De uitvoeringsvarianten begonnen met een DL en DX. In de GL was de bestuurdersstoel in hoogte verstelbaar en werden armleuningen in de portieren toegepast in plaats van eenvoudige riempjes. Ook was er een luxueuze SXL uitvoering. Deze was slechts in drie kleuren verkrijgbaar: rood, donkergrijs en wit. Extra's waren een elektrisch schuif-kanteldak (voor de liftback en de sedan), meegespoten bumpers en toerenteller.

### Zesde generatie (E9 of E90)

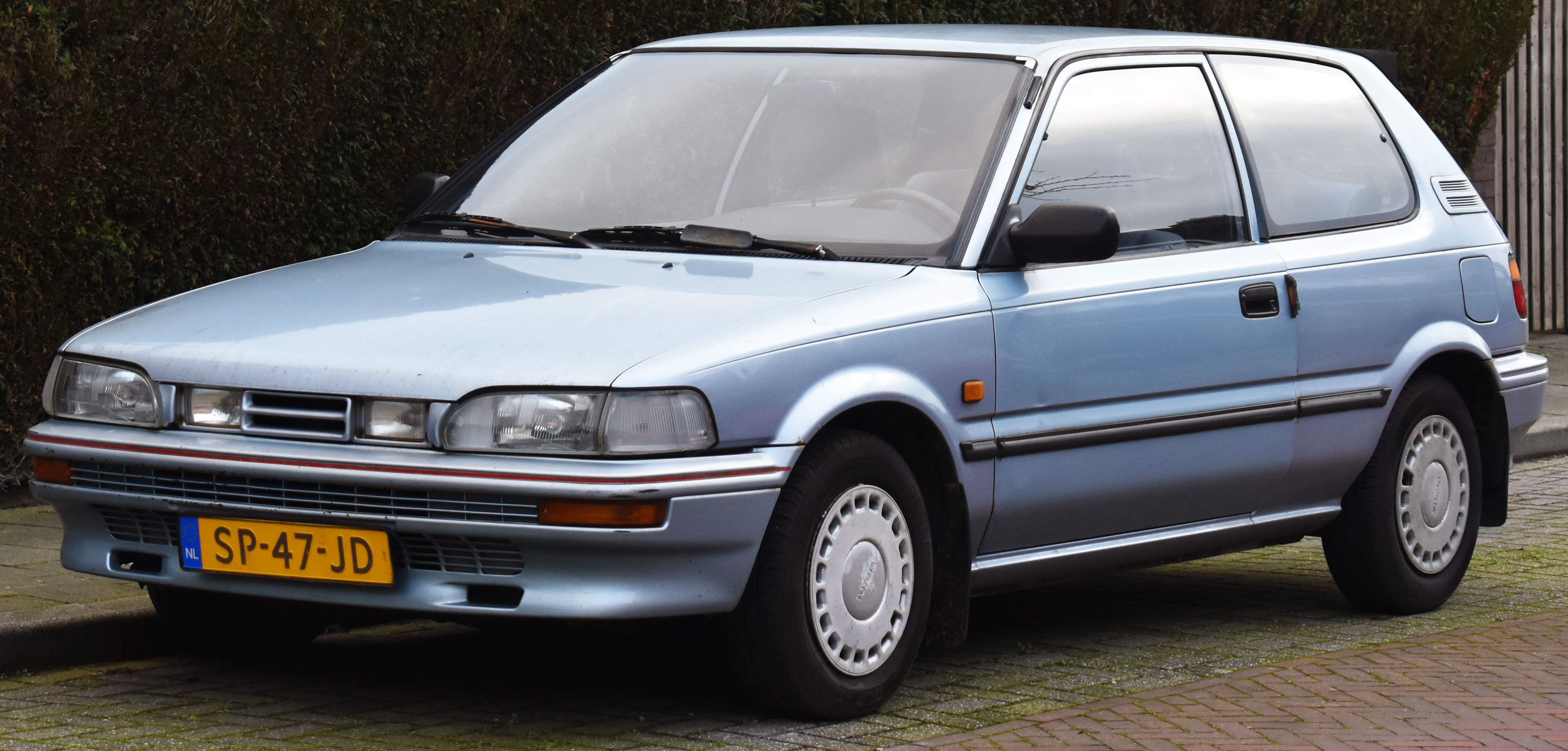
Een Toyota Corolla AE92

Nog echt in Japan gebouwd in de periode van 1988 tot 1992, was hij wereldwijd verkrijgbaar in verschillende modelvarianten. 
Redelijk simpele maar toch hoogwaardige technieken zorgden ervoor dat ook deze generatie van de Corolla werd gekenmerkt door de betrouwbaarheid waar Toyota een naam in hoog te houden had.
Voorzien van adequate motorisering, een handgeschakelde 5-of automatische 4-versnellingsbak en onafhankelijke McPhersons ophanging voor en achter maakten ook het weggedrag voor dagelijks gebruik prima in orde.

### Zevende generatie (E10 of E100)

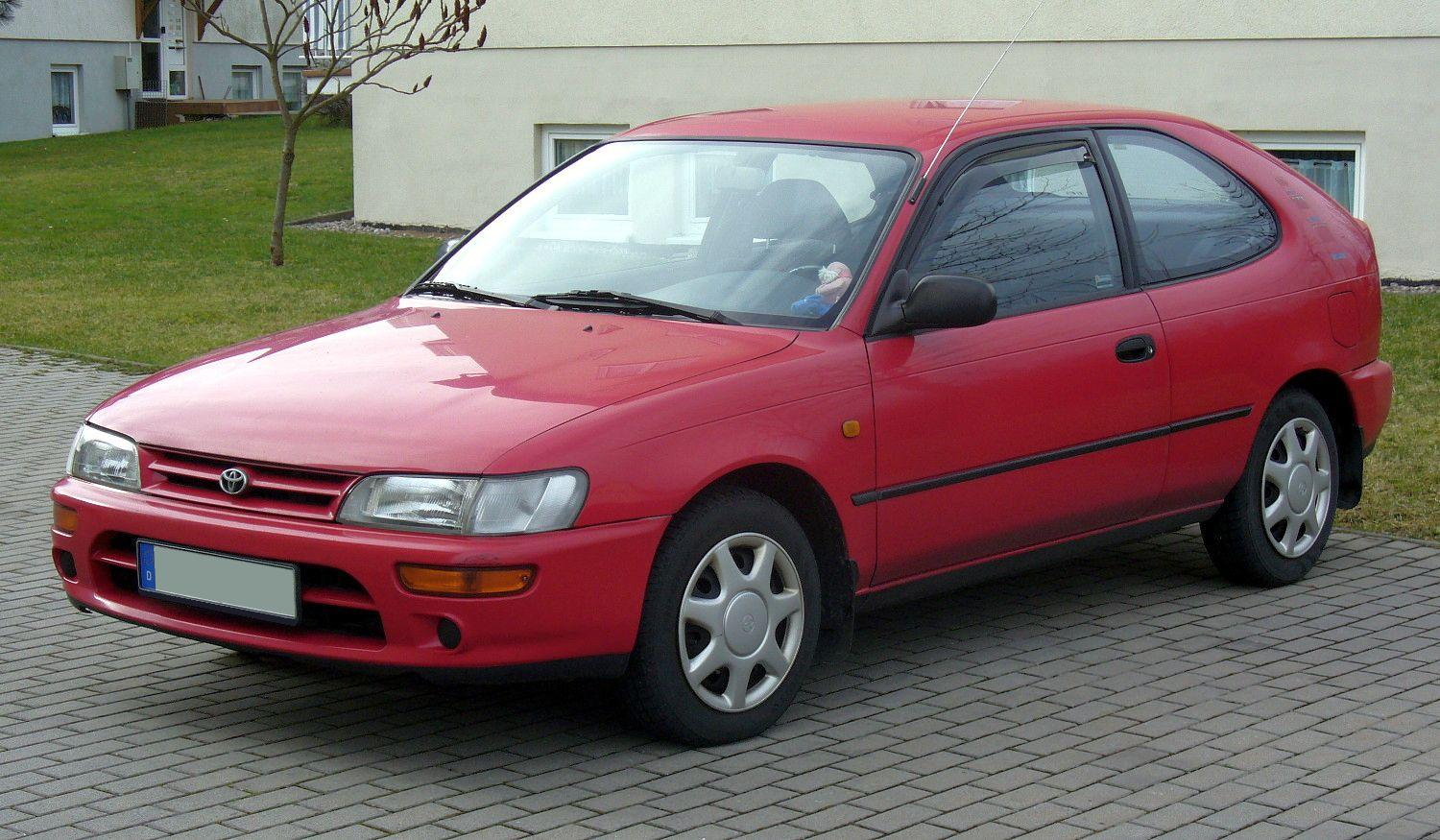
Toyota Corolla E10

De Toyota Corolla E10 (of E100) is de zevende generatie in de Toyota Corolla-modellenreeks. Deze generatie van de Toyota Corolla werd eind 1992 geïntroduceerd als opvolger van de Corolla E9 en werd gebouwd tot 1997.
De carrosserie werd ten opzichte van de voorgaande modellen drastisch veranderd, zodat de auto meer in de huisstijl van Toyota op dat moment lag, met veel vloeiende lijnen. Kenmerkend voor deze generatie, ten opzichte van de voorgaande Corolla's, is de schuin aflopende achterruit, waardoor de auto groter oogt.

### Achtste generatie (E11 of E110)

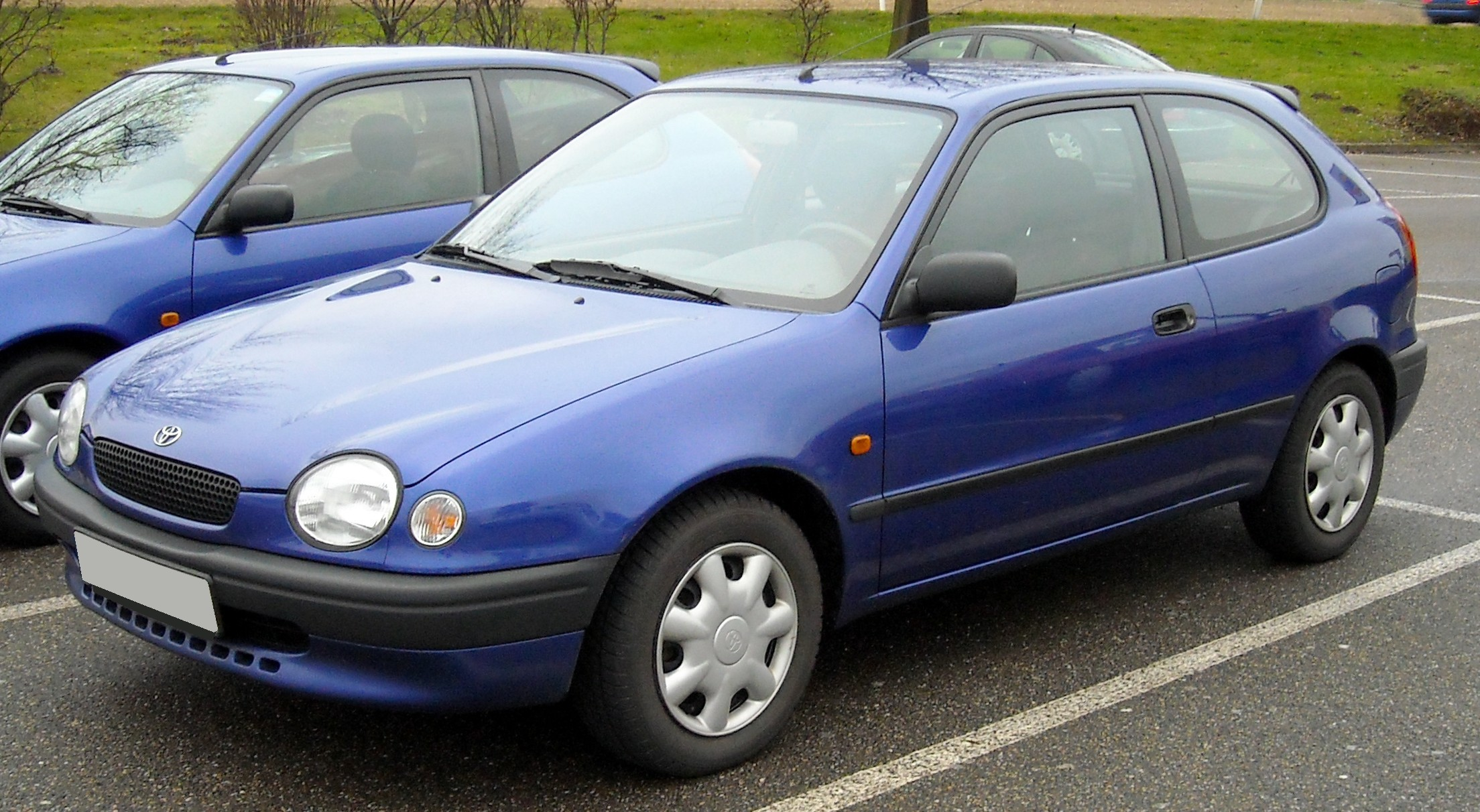
Achtste generatie Corolla (voor de facelift)

De achtste generatie zag het licht in 1997. Voor wat betreft de styling werd het roer helemaal omgegooid. Opvallend waren onder andere de grote ronde koplampen, het kleurige interieur, de grote achterlichten van de liftback en stationwagon en de naamgeving van de comfortklasses. Deze bestonden uit de Linea Sol, Linea Terra en Linea Luna. De hatchback was niet langer als 5-deurs verkrijgbaar, maar dat werd gecompenseerd door de liftback een stuk scherper te prijzen dan z’n voorganger.

### Negende generatie (E12-E13 of E120-E130)

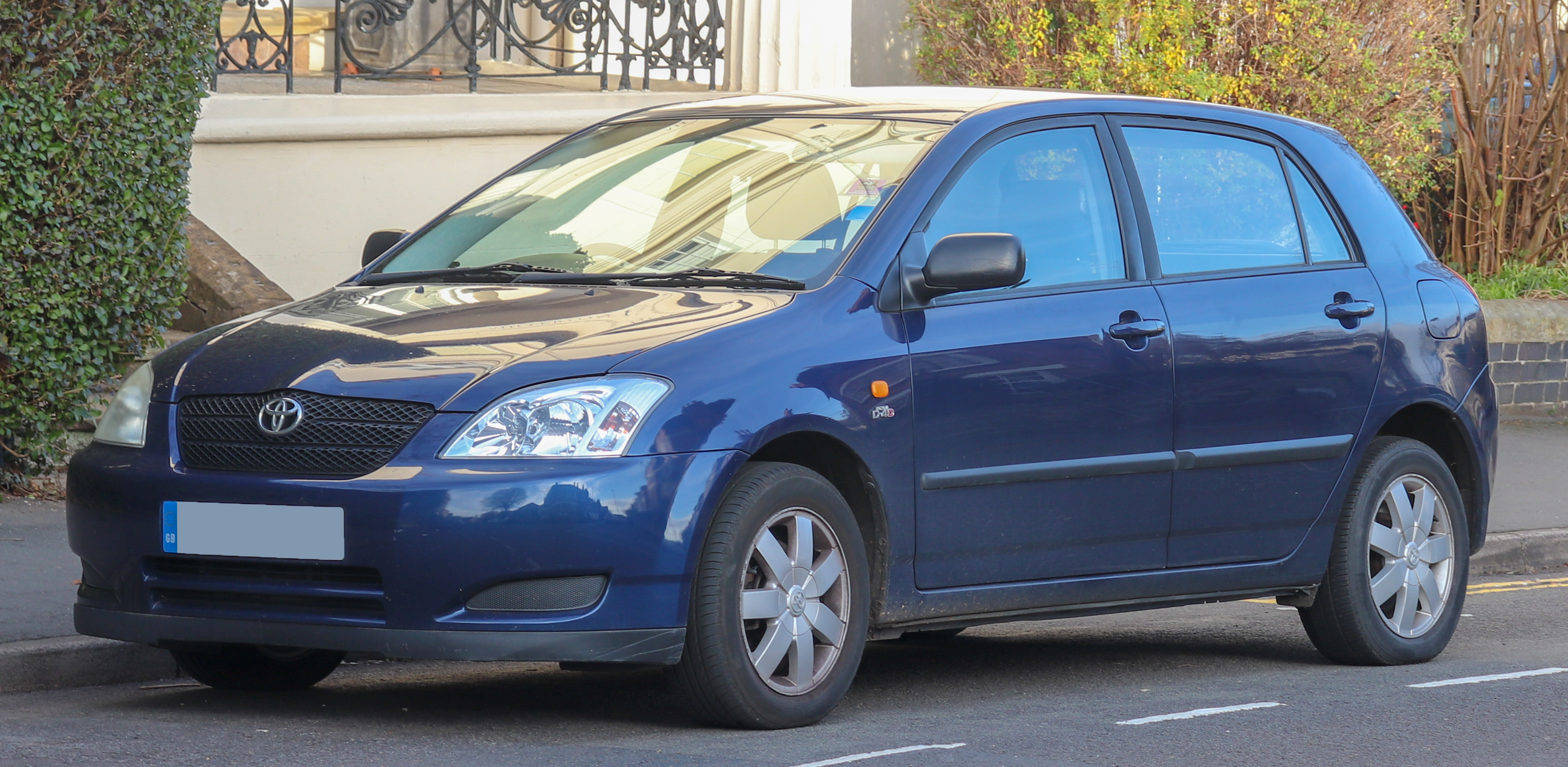
2003 Toyota Corolla vijfdeurs hatchback

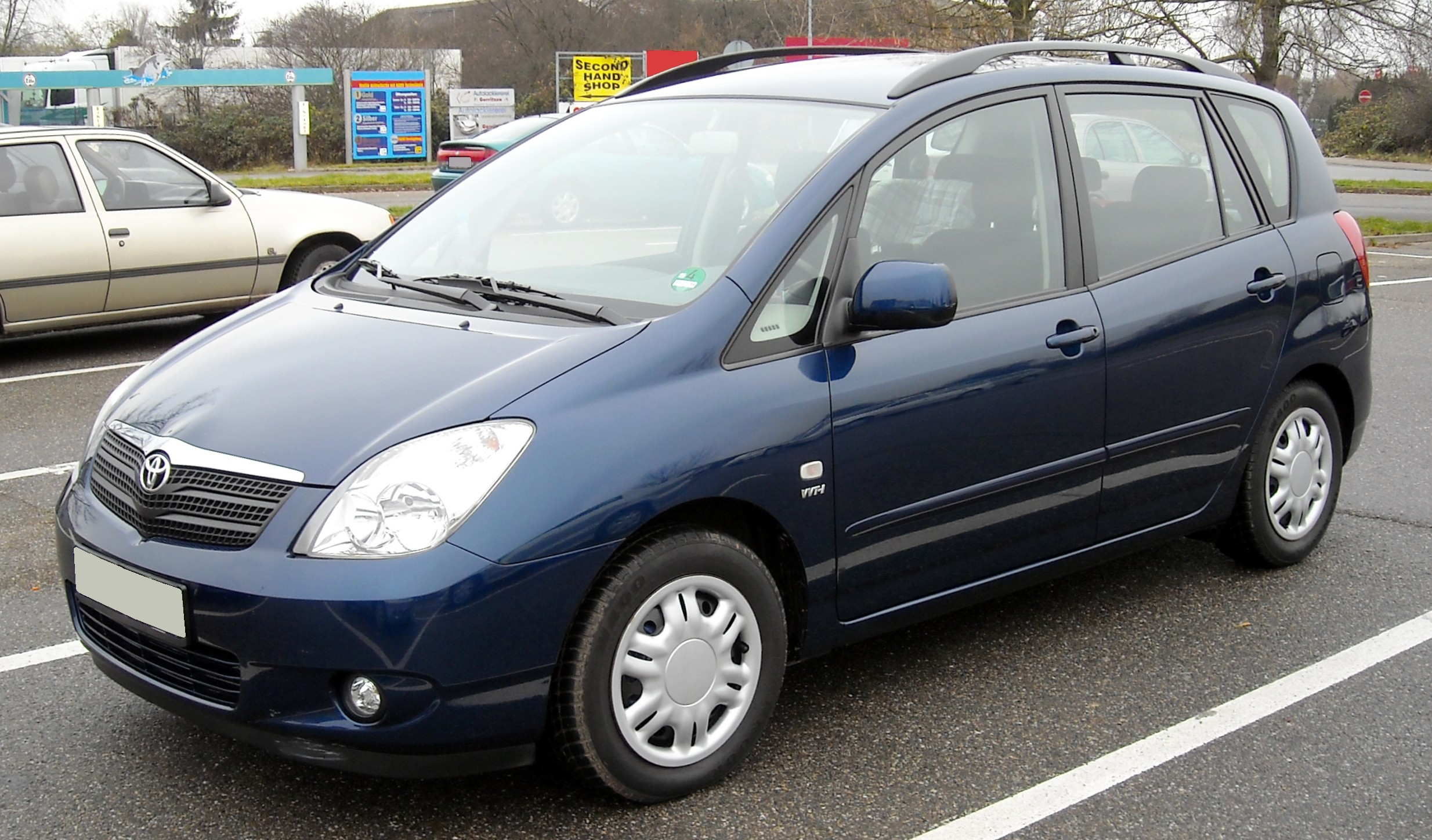
2002-2004 Toyota Corolla Verso

Toyota lanceerde in 2000 de negende generatie Toyota Corolla in Japan, waarna deze vanaf 2002 beschikbaar was in Nederland. Deze generatie was leverbaar als hatchback (drie- en vijfdeurs), sedan, stationwagen en MPV.
De Amerikaanse en Zuidoost-Aziatische markt kreeg een geheel ander ontworpen negende generatie dan elders in de wereld. Deze modellen kregen modelcode E13 of E130.
Deze generatie was in zeer uiteenlopende modellen verkrijgbaar: van zuinige Business uitvoering met 1,4 liter D-4D dieselmotor met automaat tot de Toyota Corolla T Sport Compressor hot hatch gepaard met de 2ZZ-GE VVTL-i motor met compressor.

### Tiende generatie (E15 of E150)

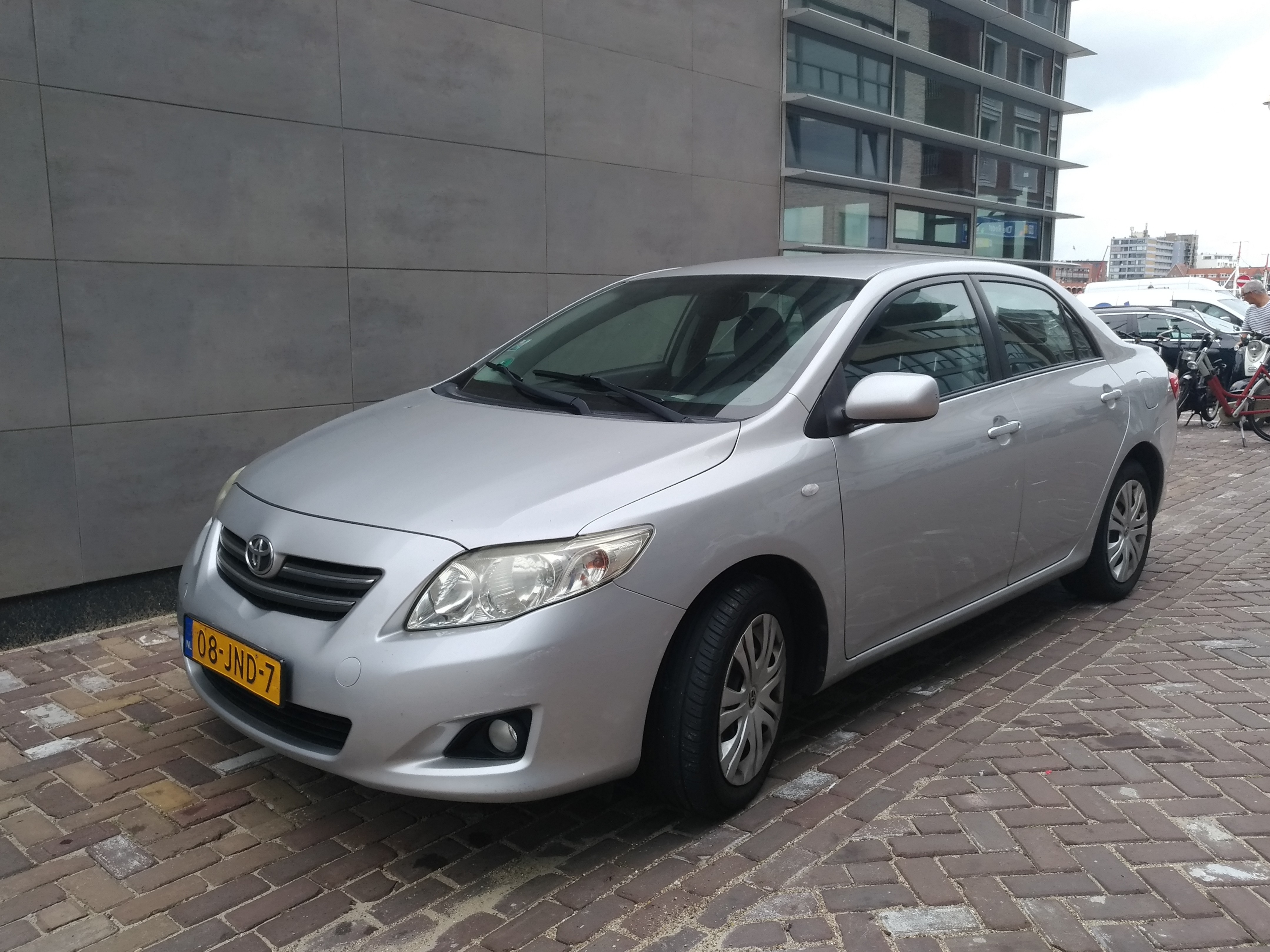
2009 Toyota Corolla E15 sedan

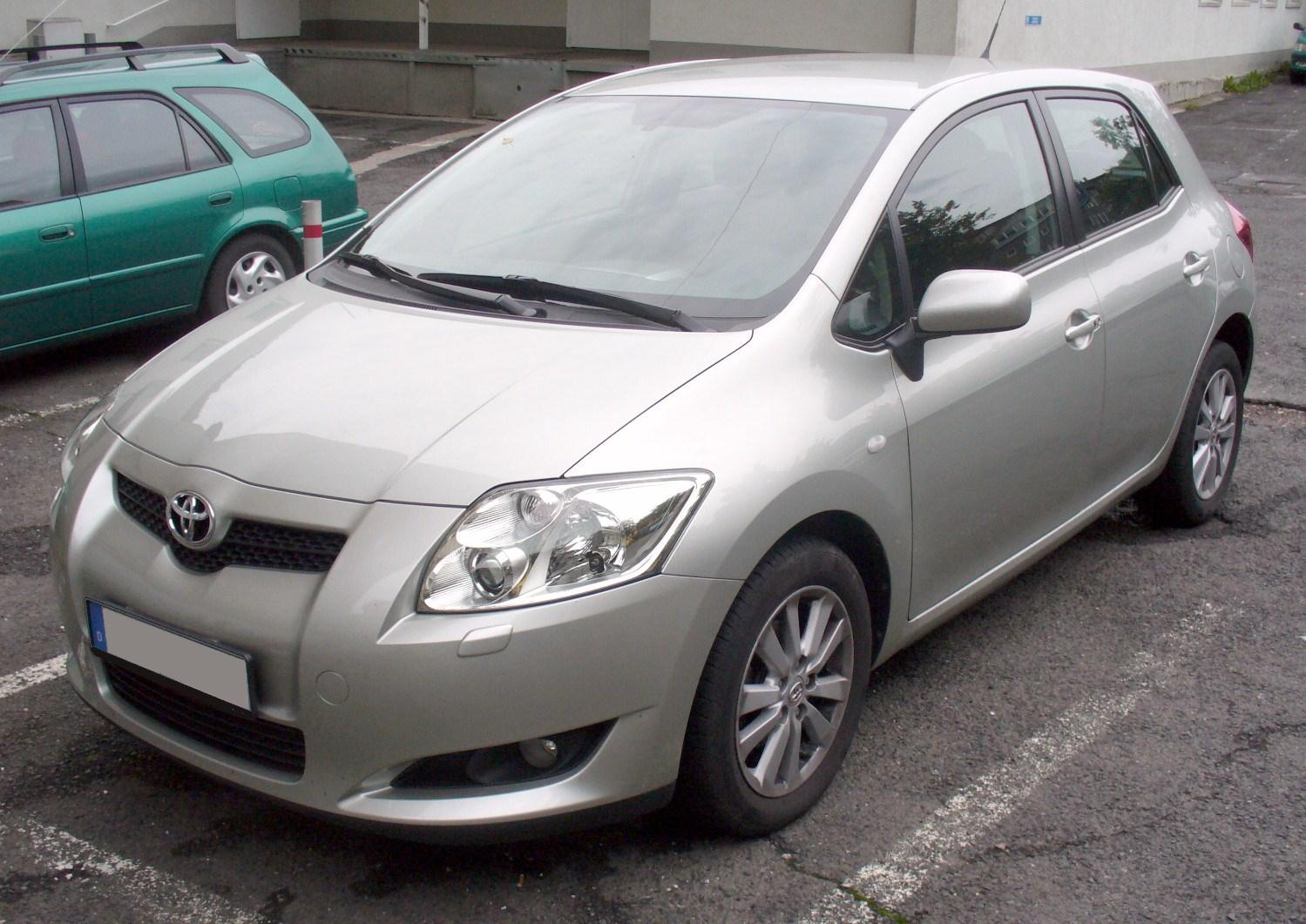
Toyota Auris E15 vijfdeurs hatchback

De tiende generatie werd geïntroduceerd in 2007. De verschillen met de E12-generatie waren aanzienlijk. Zo kreeg de hatchbackversie een nieuwe naam: Toyota Auris. De sedanversie bleef Corolla heten. Er werd geen stationwagon meer in het programma opgenomen, als compensatie hiervoor werd de Avensis stationwagon leverbaar met een 1.6 liter-motor. De Corolla Verso werd ook vernieuwd en ging als apart model verder als Toyota Verso.
De nieuwste generatie Corolla was leverbaar met 1,6 liter-benzinemotoren en 1.4- en 2.0 liter-dieselmotoren. Per april 2009 was de Corolla ook leverbaar met een 100 pk sterke 1.3 liter-benzinemotor. De Corolla H5 was leverbaar in vier uitvoeringen: Terra, Sol, Luna en Executive.
Omdat de markt voor sedans in Nederland traditioneel klein is, verlieten er maar erg weinig Corolla's van de tiende generatie de showroom. In april 2010 werd de Corolla daarom in Nederland uit het verkoopprogramma gehaald. In andere landen waaronder België en de Verenigde Staten wordt de Corolla nog wel verkocht.

### Elfde generatie (E16-E17-E18 of E160-E170-E180)
Van juni 2013 tot januari 2019 werd de elfde generatie in Europa verkocht. Deze generatie was niet als Corolla te koop in Nederland, maar werden verkocht als Toyota Auris. Duitsland ontving wel dit model als sedan. In 2015 onderging de elfde generatie Corolla een facelift.

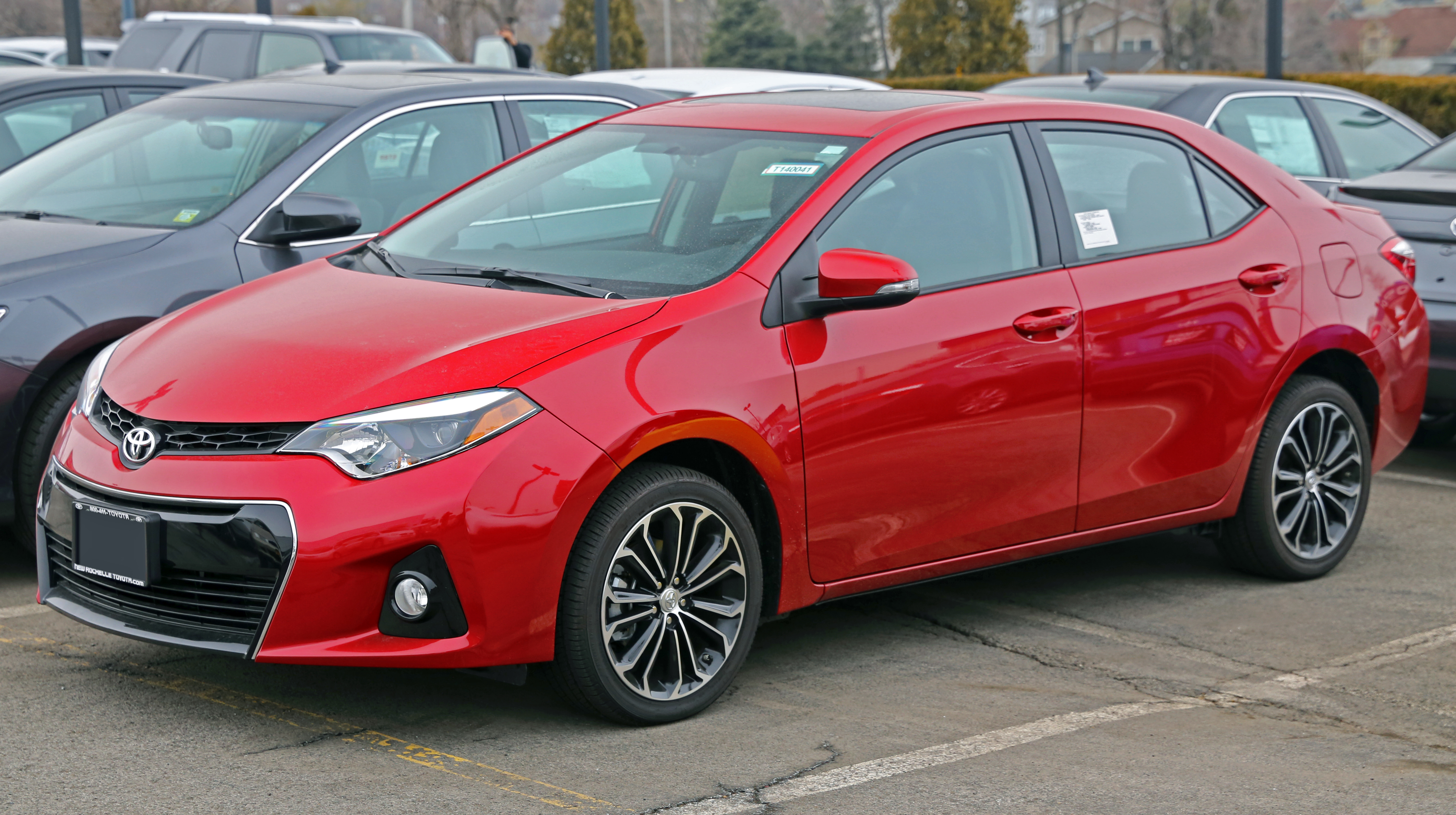
Noord-Amerikaanse 2014 Toyota Corolla S (ZRE172)

De Noord-Amerikaanse markt ontving een ander ontwerp voor deze generatie Corolla, de E170. Dit ontwerp is geïnspireerd op de Toyota Corolla Furia Concept conceptauto.

### Twaalfde generatie (E21 of E210)

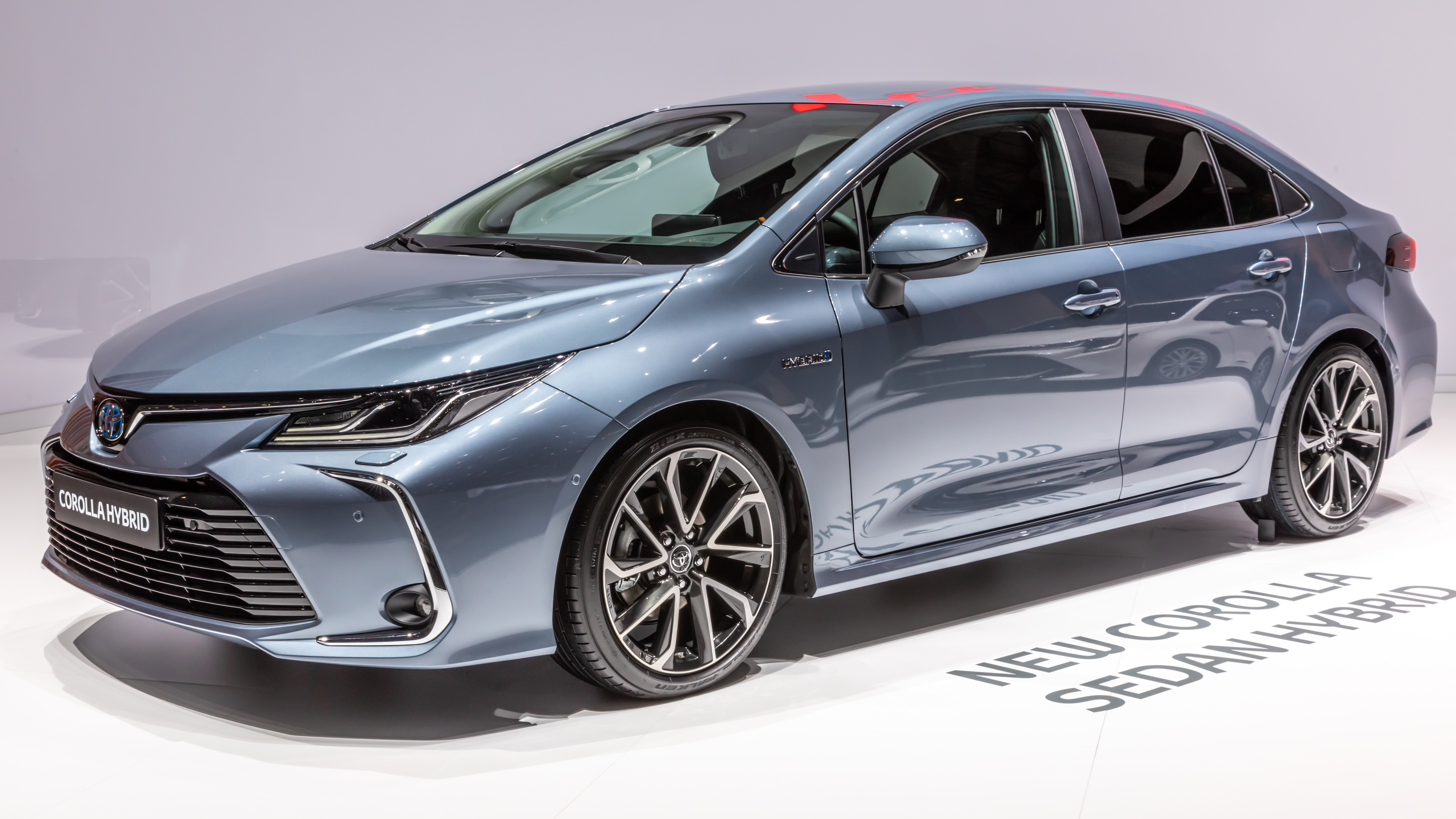
Toyota Corolla Sedan E21

De Toyota Corolla E21 is de twaalfde generatie en 'de terugkeer' van de naam Corolla in Nederland sinds 2010, toen het Auris werd. Vanaf 22 maart 2019 is deze generatie beschikbaar bij de dealer, maar was al eerder te bestellen. De E21 staat op het TNGA-platform. Dit platform wordt onder andere gedeeld met de Toyota C-HR AX10, Lexus UX ZA10 en  Toyota Prius XW50.

## Gaspedaal
Begin 2010 ontstond er in de Verenigde Staten  ophef na enkele ongevallen met dodelijke afloop waarbij een Toyota betrokken was. Vermoed werd dat het gaspedaal van verschillende Toyota-modellen kon blijven hangen, waarop Toyota besloot tot een terugroepactie van vrijwel alle recente modellen waarbij de gaspedalen aangepast werden. Omdat ook in Europese Toyota's de betreffende gaspedalen ingebouwd waren werden ook in Europa veel modellen -waaronder de Corolla- teruggeroepen.
Op 9 februari 2011 maakte het Amerikaanse ministerie van Transport bekend dat het geen technische fout had kunnen vinden die de problemen met het gaspedaal zou kunnen veroorzaken.
De oorzaak van deze massale terugroepactie lag na onderzoek waarschijnlijk aan slecht geïnstalleerde vloermatten die door het verschuiven klem konden gaan zitten onder het gaspedaal.

## Verkopen
In 2012 was de Toyota Auris/Corolla met 872.774 verkochte exemplaren de op een na best verkochte auto wereldwijd volgens Onderzoeksbureau Polk. Toyota beweert zelf echter ruim 1,16 miljoen exemplaren te hebben verkocht in 2012, hiermee zou het wereldwijd de best verkochte auto van 2012 zijn.